# Jonna Mendes
Jonna Mendes (* 31. März 1979 in Santa Cruz, Kalifornien) ist eine ehemalige US-amerikanische Skirennläuferin. Sie war auf die Disziplinen Abfahrt und Super-G spezialisiert. Mendes gewann die Bronzemedaille im Super-G bei den Weltmeisterschaften 2003 und erreichte im Weltcup als beste Ergebnisse zwei fünfte Plätze.

## Biografie
Nach einigen Siegen in FIS-Rennen und Podestplätzen im Nor-Am Cup sowie einem vierten Platz im Super-G bei den Juniorenweltmeisterschaften 1997 kam Jonna Mendes am 7. März 1997 im Super-G von Mammoth Mountain zu ihrem ersten Weltcupeinsatz. Die ersten Weltcuppunkte gewann sie im Dezember desselben Jahres mit einem 26. Platz im Super-G von Lake Louise. Vordere Weltcupplatzierungen erreichte sie während der nächsten zwei Jahre noch nicht. Erfolgreicher war Mendes in dieser Zeit im Nor-Am Cup, wo sie im Dezember 1997 ihre ersten Siege feierte, und bei den Juniorenweltmeisterschaften, bei denen sie 1998 und 1999 jeweils die Silbermedaille in der Abfahrt gewann. Gute Leistungen zeigte Mendes auch bei ihren ersten Olympischen Winterspielen 1998 in Nagano mit Rang 14 in der Kombination und Platz 17 in der Abfahrt sowie bei ihren ersten Weltmeisterschaften 1999 in Vail/Beaver Creek mit Platz zehn in der Kombination. Solche Ergebnisse konnte sie bis dahin im Weltcup noch nicht vorweisen.
Nachdem Mendes im Dezember 1999 erstmals in einem Weltcuprennen unter die schnellsten 15 gefahren war, gelangen ihr im November/Dezember 2000 mit den Plätzen zehn und sechs in den beiden Abfahrten von Lake Louise ihre ersten Top-10-Resultate. Konstant in den vorderen Rängen konnte sie sich in den nächsten zwei Jahren aber nicht halten. Bei den Weltmeisterschaften 2001 erreichte sie Platz 9 in der Kombination, Rang 18 im Super-G und Platz 20 in der Abfahrt. Bei den Olympischen Winterspielen 2002 in Salt Lake City wurde sie 11. in der Abfahrt und 16. im Super-G.
Die Saison 2002/03 wurde zur erfolgreichsten für die damals 23-Jährige. Sie erreichte zum einzigen Mal während eines ganzen Winters relativ konstant gute Ergebnisse und fuhr im Weltcup in sechs Rennen (viermal Super-G und zweimal Abfahrt) unter die schnellsten zehn, wobei sie mit Platz fünf in der Abfahrt von Cortina d’Ampezzo ihr bestes Resultat erzielte. Im Super-G-Weltcup wurde sie 13. und im Abfahrtsweltcup 16., jeweils als zweitbeste US-Amerikanerin hinter Kirsten Clark. Den größten Erfolg ihrer Karriere feierte Mendes bei den Weltmeisterschaften 2003 in St. Moritz, als sie hinter der Österreicherin Michaela Dorfmeister und Kirsten Clark die Bronzemedaille im Super-G gewann. Zudem wurde sie Sechste in der Abfahrt.
Im Dezember 2003 erreichte Mendes in der Weltcupabfahrt von St. Moritz erneut einen fünften Platz. Danach verschlechterten sich ihre Ergebnisse aber zusehends. Im Winter 2003/04 fuhr sie in keinem weiteren Rennen unter die schnellsten 20, in der Weltcupsaison 2004/05 erzielte sie zumindest zwei 15. Plätze im Super-G von Cortina d’Ampezzo und in der Abfahrt von San Sicario. Erneut besser als im Weltcup war Mendes wieder beim Saisonhöhepunkt, den Weltmeisterschaften 2005 in Bormio. Dort fuhr sie auf Platz zwölf in der Abfahrt. Diese Weltmeisterschaften blieben ihr letztes Großereignis, denn in der Saison 2005/06 konnte Mendes nur noch zweimal im Weltcup punkten, was zu wenig war für eine Einberufung in die US-Mannschaft für die Olympischen Spiele 2006. Nach der Saison 2005/2006 gab Mendes ihren Rücktritt vom Skirennsport bekannt.

## Erfolge

### Olympische Winterspiele
- Nagano 1998: 14. Kombination, 17. Abfahrt, 32. Super-G
- Salt Lake City 2002: 11. Abfahrt, 16. Super-G

### Weltmeisterschaften
- Vail/Beaver Creek 1999: 10. Kombination, 25. Abfahrt, 26. Super-G
- St. Anton 2001: 9. Kombination, 18. Super-G, 20. Abfahrt
- St. Moritz 2003: 3. Super-G, 6. Abfahrt
- Bormio 2005: 12. Abfahrt

### Weltcup
- Zwei fünfte Plätze und weitere acht Platzierungen unter den besten zehn

### Nor-Am Cup
- 16 Podestplätze, davon 6 Siege

### Juniorenweltmeisterschaften
- Hoch-Ybrig 1996: 9. Abfahrt, 24. Riesenslalom, 25. Super-G
- Schladming 1997: 4. Super-G, 7. Riesenslalom
- Megève 1998: 2. Abfahrt, 8. Riesenslalom, 13. Super-G, 43. Slalom
- Pra Loup 1999: 2. Abfahrt, 4. Super-G, 12. Riesenslalom, 35. Slalom

### US-amerikanische Meisterschaften
- 4 US-amerikanische Meistertitel (Riesenslalom 2001 und 2002, Abfahrt 2004 und 2005)